# Roger Pinto Molina
Roger Pinto Molina (Santa Rosa, Beni, Bolívia, 23 de abril de 1960 - Brasília, Brasil, 16 de Agosto de 2017) foi um político boliviano de orientação política de direita, senador do partido Plan Progreso para Bolivia-Convergencia Nacional.

## Carreira política
Pinto Molina foi eleito para a Câmara dos Deputados em 1997, como único representante do eleitorado 67 em Pando (cobrindo as áreas das províncias de Nicolás Suáres, Manuripi e General Federico Román) como candidato da Ação Democrática Nacionalista (ADN). Seu concorrente era Edgar Balcázar Velasco. Pinto também havia sido prefeito de Pando.
Em 2002, Roger Pinto foi diretor da Igreja Batista, assistente técnico do Banco Central da Bolívia, presidente da Cooperativa Telefônica em Cobija, membro da diretoria da Federação das Cooperativas Telefônicas (FECOTEL), presidente do Tribunal Eleitoral de Pando, presidente da Associação de Criadores de Gado em Pando, vereador na cidade de Cobija e secretário executivo regional da ADN. Pinto também é latifundiário, possuindo 3.269 hectares de terra em El Lago e El Atajo (ambas áreas dos municípios de Porvenir).
Em 2005, Pinto foi eleito para o Senado com candidato do Podemos por Pando. Ele foi líder da bancada do Podemos no Senado e reeleito para o Senado em 2009, como candidato pelo Plano de Progresso para Bolívia–Convergência Nacional (PPB-CN) concorrendo contra Linda Flor Brasilda Villalobos.

## Acusações
Oposicionista ao governo de Evo Morales, Roger Pinto afirma ter tornado-se alvo de perseguição política por parte do governo, em virtude de suas denúncias contra o governador do estado de Pando, aliado de Morales. Roger entregou ao presidente documentos com denúncias referentes à ligação do governo local com o narcotráfico. Ele alega que, após este episódio, Evo passou a persegui-lo; impondo sobre ele acusações de corrupção, desacato e venda de bens públicos. O senador afirma que as acusações não são verdadeiras e foram criadas para justificar a perseguição do governo Morales contra ele.
Roger Pinto foi acusado de envolvimento no Massacre de Porvenir, em 11 de setembro de 2008. O governo boliviano acusa Pinto de ter, durante seu mandato como prefeito de Pando, ter supostamente vendido 22 hectares de terras públicas pela quantia irrisória de 17.515 dólares americanos.

## Fuga para o Brasil
Em 28 de maio de 2012, Roger Pinto refugiou-se na sede da missão diplomática brasileira em La Paz. Entrou com um pedido de asilo ao governo brasileiro alegando perseguição política e permaneceu no prédio, a fim de não ser preso pelas autoridades bolivianas.
Após 15 meses como refugiado e depois de ter diversos pedidos de salvo-conduto negados pelo governo boliviano, a situação do senador complicava-se cada vez mais. O diplomata brasileiro Eduardo Saboia, responsável pela missão diplomática brasileira no país, tentou obter maior empenho de Brasília no caso, a fim de buscar uma solução para o impasse. A falta de resposta no decorrer dos meses que se passaram, somada ao decreto da prisão contra Molina, expedido em junho de 2013 pelo Governo Morales, por abandono do dever e dano econômico ao Estado, fizeram com que Saboia tomasse uma atitude arriscada e ousada. O senador boliviano foi retirado de La Paz num automóvel da embaixada brasileira e levado, sob escolta de fuzileiros navais, até a cidade fronteiriça brasileira de Corumbá; onde foi recepcionado por agentes da Polícia Federal brasileira, que o colocaram num avião com destino a Brasília. A operação, levada a cabo contra o parecer da Advocacia-Geral da União (AGU), foi conduzida sem a autorização da presidente Dilma Rousseff

## Consequências da fuga
Em reação ao ocorrido, a presidente Dilma Rousseff demitiu o ministro das Relações Exteriores, Antonio Patriota, por considerá-lo corresponsável pelo ocorrido, fato que tornou sua permanência frente ao ministério insustentável. Em seu lugar, foi indicado o diplomata Luiz Alberto Figueiredo, representante do Brasil nas Nações Unidas.O Itamaraty informou que abrirá um inquérito para apurar as circunstâncias e responsabilidades no caso, onde pretende tomar as atitudes administrativas e disciplinares cabíveis. A iniciativa foi considerada como "punitiva", em vez de "investigativa", pelo embaixador Luis Augusto de Castro Neves, presidente do Centro Brasileiro de Relações Internacionais (CEBRI).

## Morte
O politico sofreu um acidente de avião no dia 12 de Agosto próximo ao Aeroporto de Luziânia. Ele estava sozinho na aeronave quando caiu poucos minutos após decolar. Morreu dia 16 de agosto de 2017 em decorrência de complicações da queda. 